# Most Pavla Wonky
Most Pavla Wonky je most ev. č. 324-018 (ev. č. 2985-2) klenoucí se přes Labe v říčním km 966,8 (129,5). Převádí silnici II/324 v Zeleném Předměstí v Pardubicích. 

## Historie
Výstavba mostu byla zahájena v prosinci 1955 přípravnými zemními pracemi a vlastní stavba mostu byla zahájena v květnu 1956. Dne 20. února 1958 stavbu ohrozila vysoká voda, která zaplavila staveniště mostu. Dne 24. března 1959 byla ukončena betonáž prvního pasu a 5. ledna 1960 byl most slavnostně otevřen pod název most Československo-sovětského přátelství. Výstavbou mostu bylo spojeno město s pravobřežní částí, kde se následně začalo stavět sídliště Polabiny. Vzhledem k tomu, že výstavba mostu spadá do období zavádění předpjatého betonu v mostním stavitelství a první předpjatou konstrukci v naší zemi, je stavba ovlivněna nezkušeností a kompromisními řešeními. Obdobný postup výstavby se už nikdy neopakoval. Záhy po otevření mostu byl v roce 1965 opravován a další opravy proběhly v letech 1983, 1987, 2003, 2006 a 2022.
Původní název mostu byl v roce 1990 změněn na most Pavla Wonky.

## Popis
Most překračuje řeku a inundační území pod úhlem křížení 60° třemi poli v celkové délce 172,5 m. Nosnou konstrukci tvoří spojitý nosník z předpjatého betonu o třech polích, která mají rozpětí 50 + 70 + 50 m s náběhy. Světlá šířka mostu je 24,9 m, z toho připadá 15 m na vozovku, 2 × 1,60 m na cyklistické stezky a 2 ×2,90 m na chodníky pro pěší. Nosnou konstrukci tvoří tři samostatné podélné komorové pasy o šířce 8,0 m, které jsou spojené deskou vozovky. Každý pas je tvořen třemi komorami, které mají výšku 1,55 m nad krajními podpěrami, 2,90 m nad pilíři a 1,65 m uprostřed středního pole. Deska mostovky má tloušťku 0,20 m, dolní deska má tloušťku v rozmezí 0,20–0,60 m. Celý most má hmotnost cca 9 000 tun. Předpětí je zabezpečeno v podélném směru ve stěnách komor a systémem dvou volných táhel v každé komoře jednoho pasu, v příčném směru v celé společné desce a v mezilehlých příčnících. V mostě je uloženo celkem 756 podélných předpínacích lan, každé táhlo (celkem 18) se skládá z 42 vysokopevnostních lan. Kabel podélného předpětí je tvořen dvanácti patentovanými dráty o průměru 7 mm.
Opěry a pilíře jsou založeny na vrstvách tvrdých slínů v hloubce 5,50–8,0 m pod běžnou úrovní hladiny vody v řece. Nejdříve byly vybudovány jímky z ocelových štětovnic, které byly ponechány z důvodu zabránění podemletí. Na základech o výšce 1,5 m jsou postaveny betonové pilíře a dříky opěr zakončené úložnými prahy. Pilíře a opěry jsou obezděné žulovými kopáky. 